# Historische Torpfeiler (Aurich)

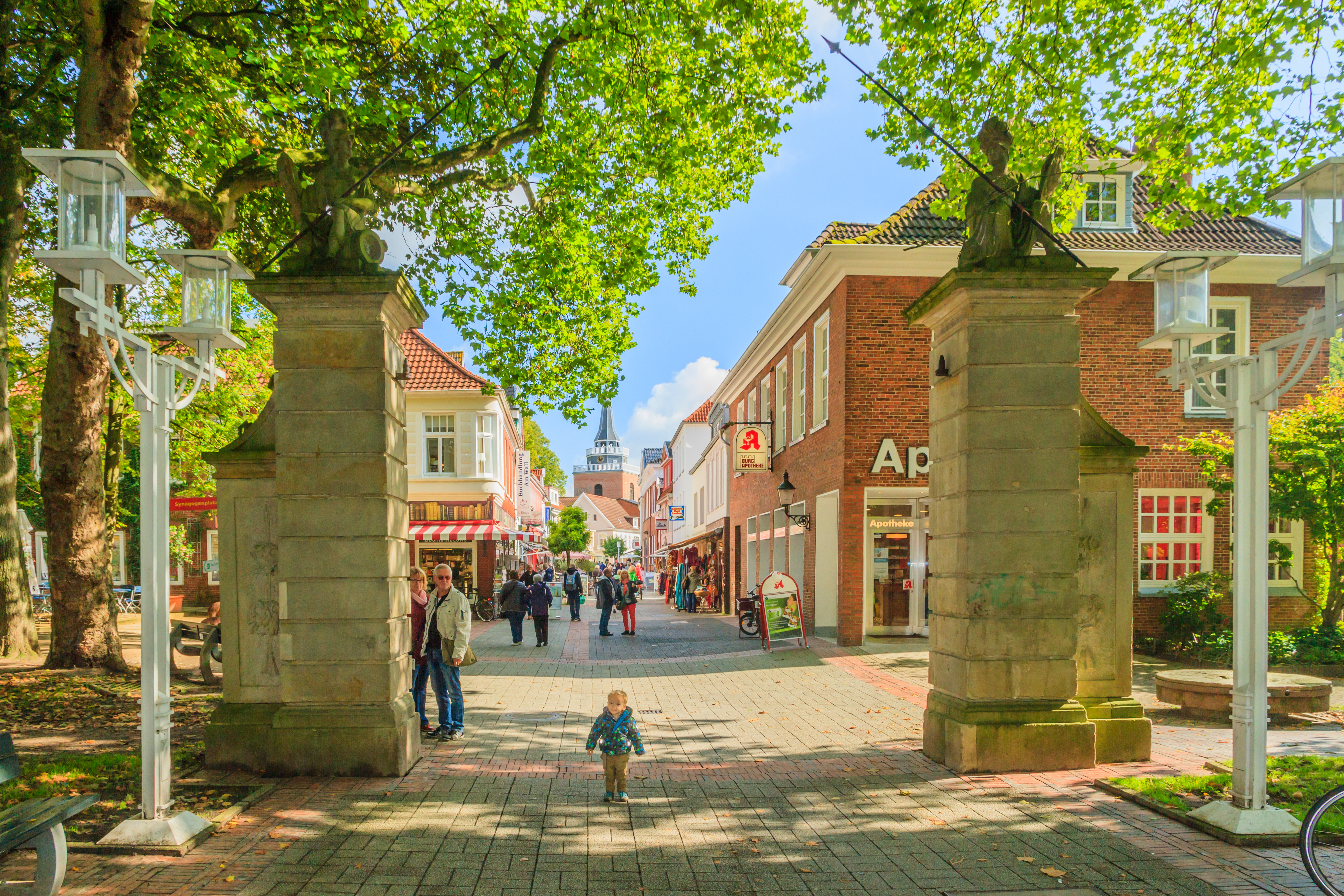
Die beiden Denkmale am westlichen Eingang der Fußgängerzone. Links ist Athene und rechts Bellona dargestellt.

Die historischen Torpfeiler von 1705 in der ostfriesischen Kreisstadt Aurich (Landkreis Aurich, Niedersachsen) flankieren seit 1976 den westlichen Eingang der Auricher Fußgängerzone. Einst standen sie im Eingangsbereich des fürstlichen Lustgartens Julianenburg.

## Beschreibung

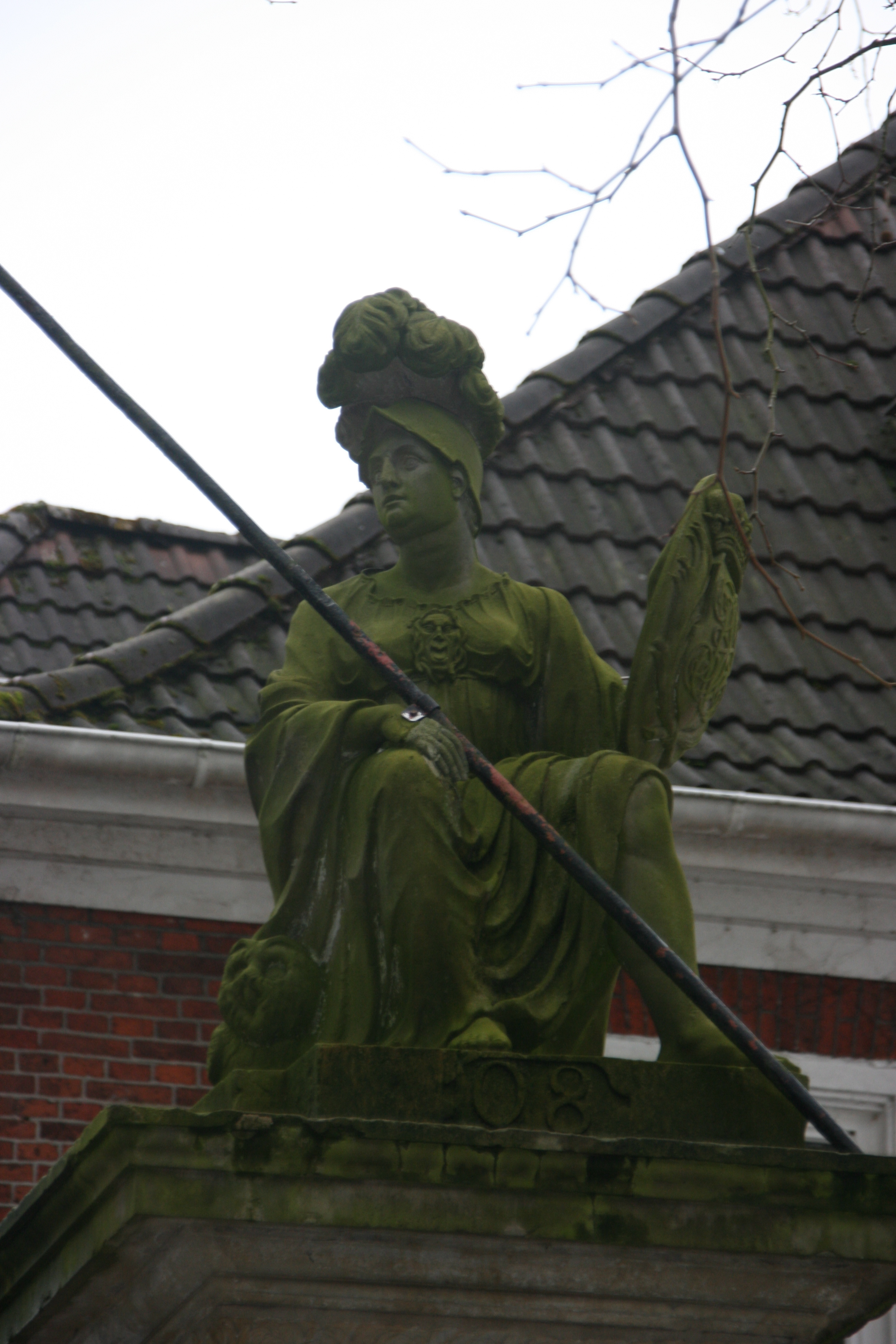
Die Statue der Bellona mit dem Monogramm Christian Eberhards

Die beiden barocken Statuen fertigte Johann Mehne aus Sandstein. Sie ruhen auf hohen Dorischen Säulen. Auf der linken Seite ist die an ihren Attributen Eule und Kriegsgewand zu erkennende griechische Göttin der Weisheit, der Strategie und des Kampfes, der Kunst, des Handwerks und der Handarbeit Athene zu sehen. Auf der rechten Seite ist die römische Kriegsgöttin Bellona dargestellt, die an ihren Attributen Helm, Schwert und Lanze zu identifizieren ist. Bellona führt das gräfliche Wappen in ihrem Schild, während der Schild der Pallas Athene mit dem in barock verschnörkelter Spiegelschrift abgebildeten fürstlichen Monogramm von Christian Eberhard verziert ist.

## Geschichte
Die beiden Denkmale waren nie Teil eines Stadttores. Am heutigen Standort der historischen Torpfeiler stand das um 1700 abgerissene zweigeschossige Hadewigstor. Fürst Christian Eberhard bestellte die beiden Statuen am 17. Juli 1705 für 300 Reichstaler als Ersatz für das von ihm erst 1698 für 300 niederländische Gulden in Auftrag gegebene hölzerne Eingangsportal des fürstlichen Lustgartens Julianenburg. Der Bremer Bildhauer und Steinmetz Johann Mehne fertigte daraufhin Pfeiler und Standbilder. Die Auslieferung der beiden Statuen verzögerte sich mehrfach. Im Jahre 1708 (dem Todesjahr Christian Eberhards) wurden sie schließlich an einer Zugbrücke aufgestellt, die den Schlossbezirk mit dem Julianenburger Park verband. Bei der Aufteilung des Parks im Jahre 1765 wurden die beiden Statuen an die Burgstraße versetzt, wo sie in Höhe der Alten Wache als so genanntes Burgthor einen neuen Standort erhielten. Dort verblieben sie bis Mitte der 1960er Jahre, ehe sie am Eingang der modernen Julianenparkanlage aufgestellt wurden. Mit Eröffnung der Auricher Fußgängerzone erhielten sie im November 1974 ihren heutigen Standort an deren westlichem Eingang.